# マラカイ・フリン
マラカイ・フリン（Malachi Flynn, 1998年5月10日 - ）は、アメリカ合衆国・ワシントン州タコマ出身のプロバスケットボール選手。ポジションはポイントガード。

## 経歴

### 生い立ち・ハイスクール
7人兄弟の末っ子として生まれた。
高校での新人シーズンには158cmだったものの、二年生までには170cmまで成長し、その後185cmまで急成長を遂げた。
ベラーマイン・プレップでの最終年には平均29.7得点、6.0リバウンド、4.0アシストを記録し、FG%は48%だった。ニュース・トリビューン全地域年間最優秀選手、AP通信ワシントン州年間最優秀選手、ワシントン州学校バスケットボール・コーチ協会のクラス4A年間最優秀選手、4AナローズリーグMVPなど、様々な賞を受賞した。最終年での743得点は、2008年のエイブリー・ブラッドリーの記録を破り、同校での単年得点記録となった。また、通算1625得点も、アブドゥル・ギャディに次ぐ同校歴代2位の記録となった。
本来パシフィック大学に進む予定だったが後に変更し、2016年4月13日にワシントン州立大学への進学が決定した。

### カレッジ

#### ワシントンステート
ワシントン州立大学の新人としては3人目となる全試合先発出場を果たし、平均33.1分の出場で9.7得点、2.9アシスト、2.9リバウンド、0.8スティールを記録した。二桁得点を14度にわたって記録したほか、チームトップの得点を2度マークした。
2016年11月11日のモンタナ州立大学との開幕戦では、キャリアハイとなる9リバウンドを記録し、ダブル・ダブルに迫った。11月30日のユタバレー大学戦では、14本中11本のショットを沈め、キャリアハイとなる27得点を記録した。この試合での11本のFGはWSUの新人としては最多の記録であり、27得点はWSUの新人史上6位の記録である。また、2017年2月4日のサウスカリフォルニア大学戦ではキャリアハイとなる3スティールを、2月18日のアリゾナ州立大学戦では同じくキャリアハイとなる7アシストを記録した。
31試合中30試合に出場し、平均33.2分の出場でチーム内2位の15.8得点に加え、4.3アシスト、1.9スティールを記録した。77本のスリーポイントもチーム最多で、WSU史上7位、2011年のクレイ・トンプソンが記録した98本以来の多さであった。二桁得点は22度にわたって記録し、20得点以上も10試合で記録した。チームトップの得点は12度まで増え、得点役として成長を遂げた。
ウッデン・レガシー・トーナメントでは11月24日のセント・メアリーズ大学戦での26得点、11月26日のサンディエゴ州立大学戦での24得点などの活躍を見せ、MVPに選出された。
シーズンでは、2018年1月31日のアリゾナ大学戦で11得点、11アシストを記録し、自身初となるダブル・ダブルを達成。2月15日のコロラド大学戦ではキャリアハイとなる30得点と11本のFGを記録した。シーズンを通じて、77本の3ポイントシュート、132アシストはチームトップで、289得点は6位、49スティールも4位とWSUの2年生としては史上最高級の成績を収めた。
シーズン終了後、大学の転校を宣言し、ゴンザガ大学、テキサスA&M大学、ベイラー大学、クレイトン大学らが興味を示した。最終的に2018年5月にサンディエゴ州立大学へ転校した。

#### サンディエゴステート
2018-19シーズンは転校生に対するNCAAの規定によりレッドシャツ制度を用い全休した。
翌年の2019-20シーズンは32試合全てに先発出場し、平均33.5分の出場で17.6得点、5.1アシスト、4.5リバウンドを記録した。32試合中31試合で二桁得点、残りの1試合でも9得点と安定した得点能力を発揮し、15得点以上を22回、20得点以上を9回、30得点以上を1回記録した。チームトップの得点を21試合、アシストを21試合で記録し、ほとんど全てのスタッツで自己ベストを更新した。
2019年11月22日のロングアイランド大学戦でシーズン最多の10アシストを記録した。12月28日のカリフォルニア州立工科大学戦ではシーズンハイの5スティールした。また、レギュラーシーズン最終戦となった2020年2月29日のネバダ大学戦ではキャリアハイの36得点を記録し、5リバウンド、5アシスト、1スティールと自己最高の試合で有終の美を飾った。この36得点はチーム史上2005年以来の記録となった。
シーズン後、マウンテンウェスト地区の最優秀選手と最優秀守備選手に選出されたほか、12月と3月の二度にわたってマウンテンウェスト週間最優秀選手を受賞した。ジョン・R・ウッデン・アワードのオール-アメリカンチームや、コンセンサス・オール-アメリカン・セカンドチーム、AP通信や全米バスケットボール記者協会、全米バスケットボールコーチ協会、スポーティング・ニュース社によるオール-アメリカン・セカンドチームに選出された。その他も数々の賞を受賞し、同大学のプログラムの歴史上、最多の賞を手にした。
4月に2020年NBAドラフトへの参加を表明した。

### トロント・ラプターズ
2020年NBAドラフトでトロント・ラプターズから全体29位指名を受けた。サンディエゴ州立大学の選手としては1巡目指名は2011年のカワイ・レナード以来となった。
プレシーズンでは3試合を通じて平均10.3得点、4.0アシストと活躍し、2020年12月23日のニューオーリンズ・ペリカンズ戦でNBAデビューを果たし、1分間プレーした。 また、2021年1月8日のサクラメント・キングス戦では17分間プレーし、キャリアハイの12得点に加え、5リバウンド2アシストを記録した。 2月3日にはラプターズ傘下のGリーグチームであるラプターズ・905に移り、Gリーグで6試合に出場し平均20.8得点5.7アシスト1.5スティールを記録、その年のオール-Gリーグ・セカンドチームに選出された。 2月18日にはトップチームに呼び戻され、両リーグの試合に出場、試合開始の30分前にアリーナに到着する過酷なダブルヘッダーとなった。 4月2日のゴールデンステート・ウォリアーズ戦ではキャリアハイを塗り替える16得点を記録し、チームの53点差での大勝に貢献した。

### ニューヨーク・ニックス
2023年12月30日にRJ・バレット、イマニュエル・クイックリー、ドラフト2巡目指名権とのトレードで、プレシャス・アチュワ、OG・アヌノビーと共にニューヨーク・ニックスへ移籍した。

### デトロイト・ピストンズ
2024年2月8日にボヤン・ボグダノビッチ、アレック・バークスとのトレードで、ライアン・アーチディアコノ、エバン・フォーニエ、クエンティン・グライムズと共にデトロイト・ピストンズへ移籍した。
4月3日のアトランタ・ホークス戦でベンチ出場ながらキャリアハイを大幅に更新する50得点を記録し、これはベンチ出場の得点において歴代2位タイの記録となった（歴代1位はジャマール・クロフォードの51得点）。また、フリンは通算平均5.2得点という数字で、NBAの歴史において50得点超を達成した選手のうち、最も平均得点が低い選手となった。

### オースティン・スパーズ
8月7日にサンアントニオ・スパーズとの契約に合意したが、10月19日に解雇された。同月29日にNBAGリーグのオースティン・スパーズへ加入した。

### シャーロット・ホーネッツ
2025年2月28日にシャーロット・ホーネッツとの10日間契約に合意した。

### バフチェシェヒル・コレジSK
2025年6月13日。ユーロカップとBSLに所属するバフチェシェヒル・コレジSKへの加入が発表された。契約期間は1年。

## 個人成績

### NBA

#### レギュラーシーズン
| シーズン | チーム | GP  | GS | MPG  | FG%  | 3P%  | FT%  | RPG | APG | SPG | BPG | PPG |
| -------- | ------ | --- | -- | ---- | ---- | ---- | ---- | --- | --- | --- | --- | --- |
| 2020–21  | TOR    | 47  | 14 | 19.7 | .374 | .321 | .804 | 2.5 | 2.9 | .8  | .1  | 7.5 |
| 2021–22  | TOR    | 44  | 5  | 12.2 | .393 | .333 | .625 | 1.4 | 1.6 | .5  | .1  | 4.3 |
| 2022–23  | TOR    | 53  | 2  | 13.0 | .360 | .353 | .758 | 1.4 | 1.3 | .4  | .1  | 4.6 |
| 2023–24  | TOR    | 31  | 0  | 15.3 | .409 | .350 | .773 | 2.1 | 2.4 | .6  | .2  | 5.1 |
| 2023–24  | NYK    | 14  | 0  | 4.3  | .391 | .308 | .818 | .4  | .4  | .1  | .0  | 2.2 |
| 2023–24  | DET    | 24  | 0  | 14.3 | .430 | .316 | .684 | 1.8 | 2.1 | .8  | .1  | 8.0 |
| 2024–25  | CHA    | 4   | 0  | 10.9 | .385 | .250 | .833 | 1.8 | 1.8 | .8  | .0  | 4.0 |
| 通算     | 通算   | 217 | 21 | 14.2 | .387 | .333 | .747 | 1.7 | 1.9 | .6  | .1  | 5.5 |

#### プレーオフ
| シーズン | チーム | GP | GS | MPG | FG%  | 3P%  | FT% | RPG | APG | SPG | BPG | PPG |
| -------- | ------ | -- | -- | --- | ---- | ---- | --- | --- | --- | --- | --- | --- |
| 2022     | TOR    | 6  | 0  | 6.0 | .000 | .000 | --- | .5  | .5  | .2  | .0  | .0  |
| 通算     | 通算   | 6  | 0  | 6.0 | .000 | .000 | --- | .5  | .5  | .2  | .0  | .0  |

### カレッジ
| シーズン | チーム | GP | GS | MPG  | FG%  | 3P%  | FT%  | RPG | APG | SPG | BPG | PPG  |
| -------- | ------ | -- | -- | ---- | ---- | ---- | ---- | --- | --- | --- | --- | ---- |
| 2016-17  | WSU    | 31 | 30 | 33.1 | .395 | .387 | .735 | 2.9 | 2.9 | .7  | .0  | 9.7  |
| 2017-18  | WSU    | 31 | 30 | 33.4 | .413 | .338 | .846 | 3.4 | 4.3 | 1.6 | .1  | 15.8 |
| 2019-20  | SDSU   | 32 | 32 | 33.4 | .441 | .373 | .857 | 4.5 | 5.1 | 1.8 | .1  | 17.6 |
| 通算     | 通算   | 94 | 92 | 33.3 | .420 | .363 | .833 | 3.6 | 4.1 | 1.3 | .1  | 14.4 |

参照：